# Santa Maria de Campome

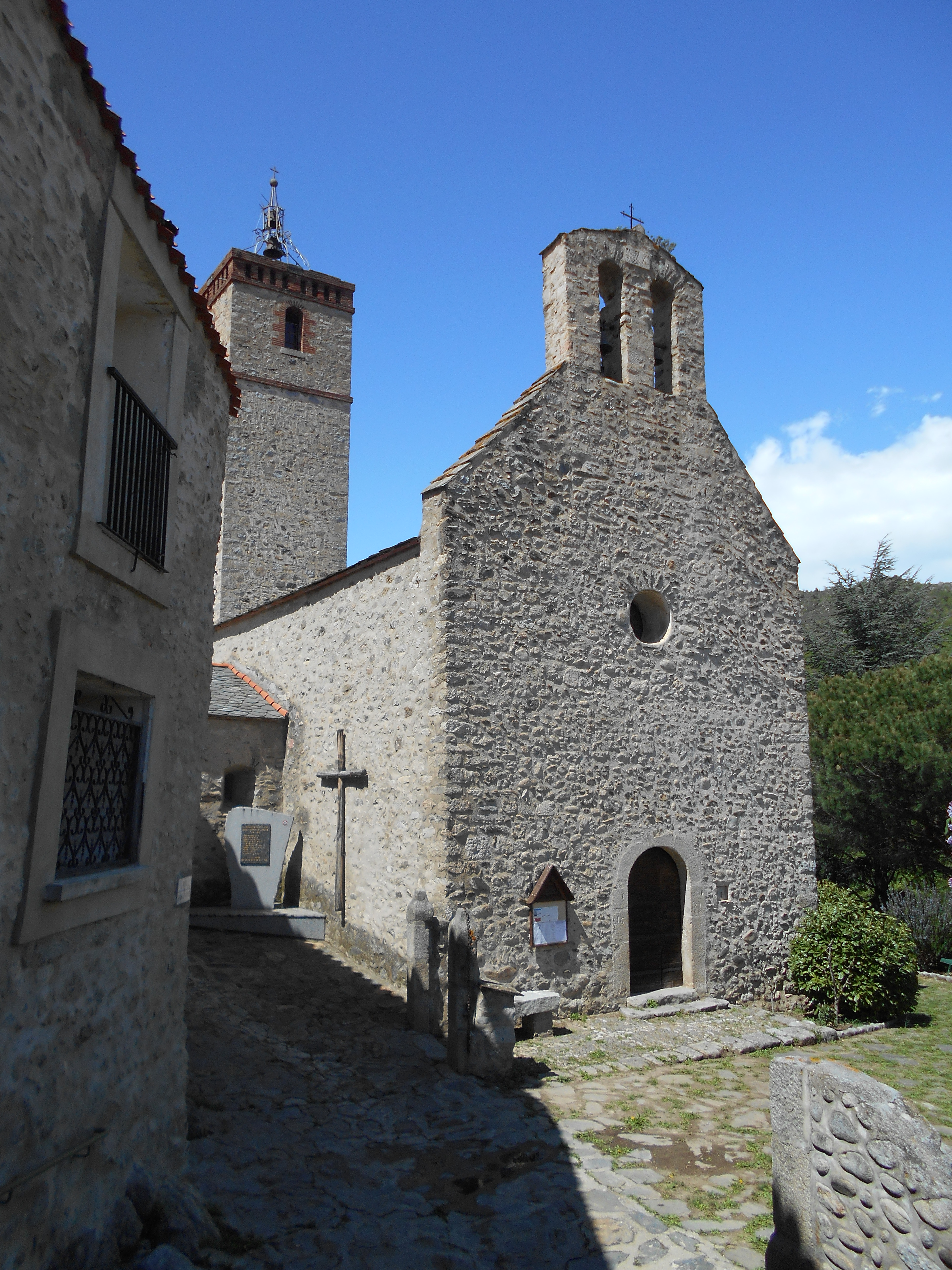
Façana sud-est de l'església

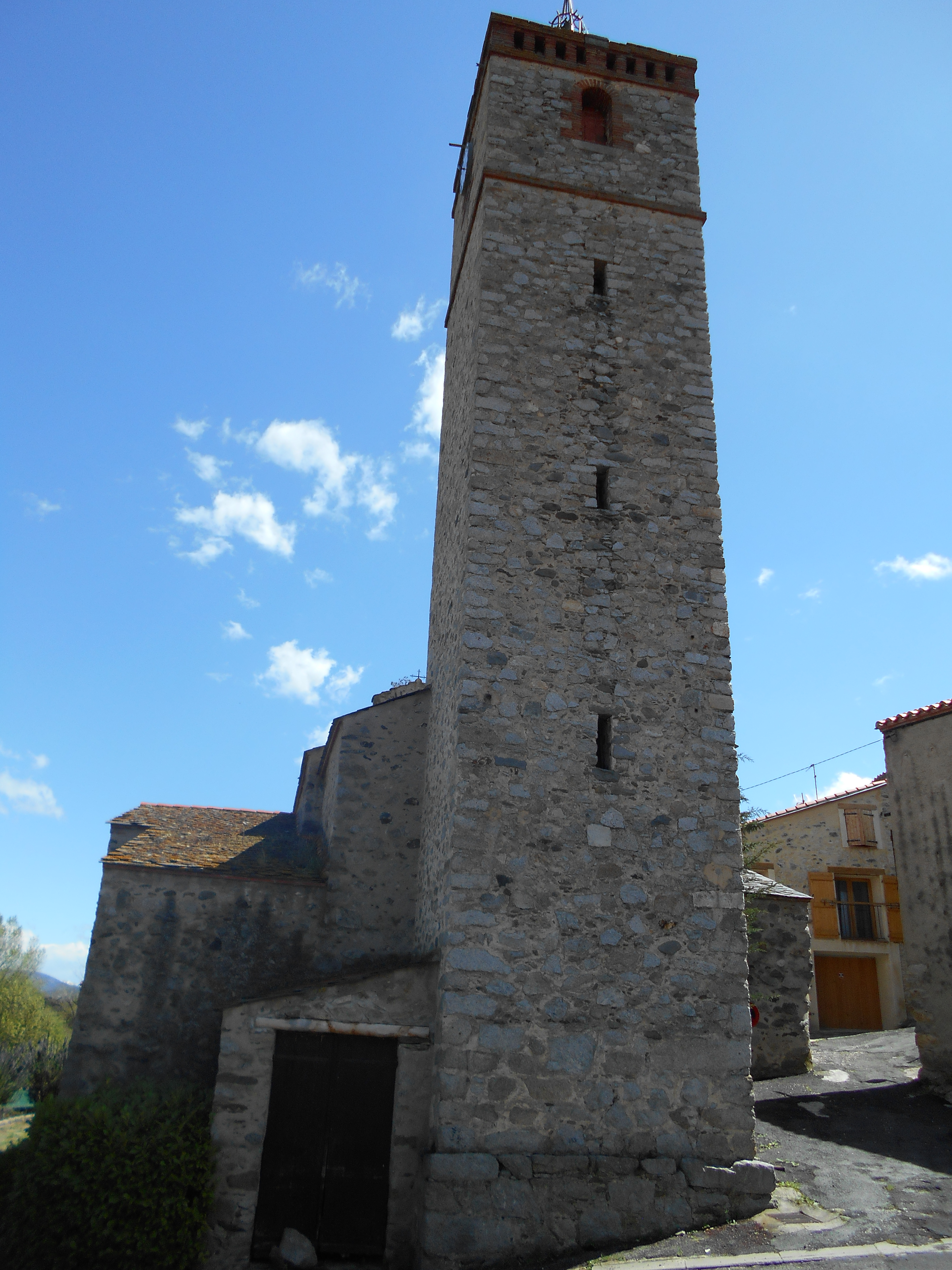
Caapçalera de l'església i campanar

Santa Maria de Campome és l'església parroquial del poble de Campome, de la comarca nord-catalana del Conflent.
És a l'extrem nord de la població, en el punt més baix del turó on s'aplega la població de Campome.
És un edifici d'època moderna, petit, amb una façana simple al sud-est coronada per un campanar d'espadanya. Al fons de l'església darrere de l'absis, al nord-oest, hi ha una torre campanar quadrada, d'una alçada i esveltesa considerables. L'església conserva alguns notables campanars barrocs.